# Hô Chinh thiền vu
Hô Chinh thiền vu (giản thể: 呼征单于; phồn thể: 呼徵單于; bính âm: Hūzhēngchányú, ?-179). Năm 178, Đồ Đặc Nhược Thi Trục Tựu Thiền Vu mất, con trai kế vị và lấy hiệu là Hô Chinh thiền vu. Năm 179, thiền vua và trung lãng tướng Trương Tư bất hòa, rồi bị Trương Tu giết chết.